# Haudiomont
Haudiomont é uma comuna francesa na região administrativa de Grande Leste, no departamento de Meuse. Estende-se por uma área de 9,3 km². Em 2010 a comuna tinha 223 habitantes (densidade: 24 hab./km²).